# Myrtil de Zeller
Maniola telmessia
Espèce
Le Myrtil de Zeller (Maniola telmessia') est une espèce d'insectes lépidoptères (papillons) appartenant à la famille des Nymphalidae à la sous-famille des Satyrinae et au genre Maniola.

## Dénomination
Le nom de Maniola telmessia a été dommé par Zeller en 1847.

### Noms vernaculaires
Le Myrtil de Zeller se nomme Turkish Meadow Brown ou Aegean Meadow Brown en anglais et Ανατολική Μανίολα en grec.

## Description
Le Myrtil de Zeller est un petit papillon au dessus des ailes antérieures orange bordé d'une large bande marron avec un ocelle noir doublement pupillé de blanc à l'apex et des postérieures totalement marron ou avec peu d'orange. Le mâle présente une bande androconiale marron.
Le revers des antérieures est semblable orange bordé de marron avec l'ocelle de l'apex pupillé de blanc, celui des postérieures est d'un marron clair terne pouvant être marqué d'une ligne d'ocelles marron.

## Biologie

### Période de vol et hivernation
Il vole en une génération, de  mai à septembre.

### Plantes hôtes
Ses plantes hôtes sont diverses graminées.

## Écologie et distribution
Il est présent en Grèce dans les îles Égéennes et en Asie mineure, Turquie, Jordanie, Israël, Liban, Irak et sud-ouest de l'Iran.

### Biotope
Il fréquente les milieux rocheux herbus.

### Protection
Il ne bénéficie pas de statut de protection particulier.